# Massimo De Rossi
Massimo De Rossi (Roma, 27 maggio 1956) è un attore italiano.

## Biografia
Come attore teatrale ha lavorato con alcuni dei maggiori registi italiani a cominciare da Luca Ronconi e Krzysztof Zanussi. Attivo anche nel cinema e in televisione, il suo esordio sul grande schermo è stato nel film La prova d'amore diretto da Tiziano Longo. Tra i suoi lavori più importanti le partecipazioni ne L'assedio di Bernardo Bertolucci e in Rosa e Cornelia di Giorgio Treves.
A partire dagli anni ottanta prende parte a numerosi progetti televisivi. Tra questi Aldo Moro - Il presidente  di Gianluca Maria Tavarelli, in cui interpreta Giulio Andreotti, e Nassiriya - Per non dimenticare di Michele Soavi, nella parte del colonnello Bruno Scolari. Nel 2012 entra nel cast de Il giovane Montalbano, prequel della famosa serie televisiva tratta dai romanzi di Andrea Camilleri.

## Filmografia

### Cinema
- Amore e violenza (Le Hasard et la violence), regia di Philippe Labro (1974)
- La prova d'amore, regia di Tiziano Longo (1974)
- Il colonnello Buttiglione diventa generale, regia di Mino Guerrini (1974)
- Dove volano i corvi d'argento, regia di Piero Livi (1977)
- Per questa notte, regia di Carlo Di Carlo (1977)
- Can Cannes, regia di Franco Scepi (1981)
- I paladini: storia d'armi e d'amori, regia di Giacomo Battiato (1983)
- Spettri, regia di Marcello Avallone (1987)
- Luisa, Carla, Lorenza e... le affettuose lontananze, regia di Sergio Rossi (1989)
- Adelaide, regia di Lucio Gaudino (1992)
- A Dio piacendo, regia di Filippo Altadonna (1995)
- L'assedio regia di Bernardo Bertolucci (1998)
- Gialloparma, regia di Alberto Bevilacqua (1999)
- I figli del secolo, regia di Diane Kurys (1999)
- Rosa e Cornelia, regia di Giorgio Treves (2000)
- La regina degli scacchi, regia di Claudia Florio (2001)
- Phobia, regia di Antonio Abbate (2023)

### Televisione
- Non stop, regia di Enzo Trapani (1978)
- La musica, regia di Bruno Rasia (1980)
- Cocktail Party, regia di Enzo Muzii (1981)
- I ragazzi di celluloide, regia di Sergio Sollima (1981)
- Delitto e castigo, regia di Mario Missiroli (1983)
- I ragazzi di celluloide 2, regia di Sergio Sollima (1984)
- Il giudice istruttore, regia di Gianluigi Calderone (1985)
- Gobbe-la-lune, regia di Jacques Fonsten (1986)
- I ragazzi del muretto, regia di Gianfrancesco Lazotti (1996)
- Il caso Fenaroli, regia di Gianpaolo Tescari (1996)
- Avvocati, regia di Giorgio Ferrara (1998)
- L'avvocato Porta - Nuove storie, regia di Franco Giraldi (2000)
- Distretto di Polizia, regia Renato De Maria – serie TV, episodio 1x07 (2000)
- Il testimone, regia di Michele Soavi (2001)
- Uno bianca, regia di Michele Soavi (2001)
- L'impero, regia di Lamberto Bava (2001)
- Maria José - L'ultima regina, regia di Carlo Lizzani (2002)
- Nassiriya - Per non dimenticare, regia di Michele Soavi (2007)
- Aldo Moro - Il presidente , regia di Gianluca Maria Tavarelli (2008)
- Einstein, regia di Liliana Cavani (2008)
- Don Zeno - L'uomo di Nomadelfia, regia di Gianluigi Calderone (2008)
- Crimini bianchi regia di Alberto Ferrari (2009)
- Due imbroglioni e... mezzo!, regia di Franco Amurri (2009)
- I delitti del cuoco, regia di Alessandro Capone (2009)
- Anna e i cinque, regia di Franco Amurri (2010)
- Il giovane Montalbano, regia di Gianluca Tavarelli (2012)
- Madre, aiutami, regia di Gianni Lepre (2014)
- Un passo dal cielo (2015) - 11º episodio
- L'onore e il rispetto - Parte quarta (2015)
- Don Matteo 10 - serie TV, episodio La diva (2016)
- Storia di Nilde, Rai 1, regia di Emanuele Imbucci (2019)
- La guerra è finita, Rai 1, regia di Michele Soavi (2020)

## Teatro
- Tingel Tangel di Karl Valentin, regia di Marco Parodi Teatro Stabile di Torino(1975)
- Utopia di Aristofane, regia di Luca Ronconi (1976) Festival di Edimburgo/ Coperativa Tuscolano
- Marcovaldo di Italo Calvino, Regia di Marco Parodi (1977) Teatro Stabile di Torino
- Bagno Finale di Roberto Lerici (1976/77)
- La vita è sogno di Pedro Calderón de la Barca, regia di Enrico D'Amato Piccolo Teatro di Milano(1978)
- L'Illusion Comique di Pierre Corneille, regia di Walter Pagliaro Piccolo Teatro di Milano (1979)
- Don Giovanni di George Gordon Byron, regia di Massimo De Rossi Teatro di Porta Romana Milano (1979)
- La notte e il momento di Crébillon Fils, regia di Pier Luigi Pizzi  Compagnia Romolo Valli/De Lullo (1980)
- Troilo e Cressida di William Shakespeare, regia di Pier Luigi Pizzi (1981) Compagnia Romolo Valli/De Lullo
- Faust di Nicolas Lenau, regia di Massimo De Rossi Teatro di Porta Romana Milano (1982/83

- Nerone di Franco Cuomo regia di Massimo De Rossi (1982) ETI
- Re Lear di William Shakespeare, regia di Glauco Mauri (1984/85) ATER, Compagnia Glauco Mauri
- Una notte di Casanova di Franco Cuomo, regia di Massimo De Rossi (1986) Teatro stabile L'Aquila/ Compagnia Glauco Mauri
- Melampo di Ennio Flaiano, regia di Massimo De Rossi (1987/88)
- Giacomo il prepotente di Giuseppe Manfridi, regia di Piero Maccarinelli (1988/89) Teatro Stabile di Genova
- Dialoghi dalla Bastiglia di de Sade, regia di Massimo De Rossi (1989) Teatri di Reggio Emilia
- L'ospite desiderato di Rosso di San Secondo, regia di Piero Maccarinelli (1989/90) Teatro Cronaca/ETI
- Valentin di Karl Valentin, Regia di Massimo De Rossi (1992) Teatro 2 di Parma
- Frankie e Johnny al chiaro di luna di Terrence McNally, regia di Raf Vallone (1993)
- Il giudizio universale di Vittorio Alfieri, regia di Massimo De Rossi (1994) Festival di Asti/Teatri di Reggio Emilia
- Re Lear di William Shakespeare Regia di Luca Ronconi (1995) Teatro Stabile di Roma
- Quer pasticciaccio brutto de via Merulana di Carlo Emilio Gadda, regia di Luca Ronconi (1996) Teatro Stabile di Roma
- Davila Roa di Alessandro Baricco, regia di Luca Ronconi (1997) Teatro Stabile di Roma
- Ruy Blas di Victor Hugo, regia di Luca Ronconi (1998) Teatro Stabile di Roma
- I fratelli Karamazov di Fëdor Dostoevskij, regia di Luca Ronconi (1999) Teatro Stabile di Roma
- Memorie dal sottosuolo di Fëdor Dostoevskij, regia di Massimo De Rossi (1999) Teatro Stabile di Roma
- Herodias di Rocco Familiari, regia di Krzysztof Zanussi (2000)
- Manfred di George Gordon Byron, regia di Massimo De Rossi (2000) Teatri di Reggio Emilia
- Elegie romane di Goethe, regia di Massimo De Rossi (2001)
- La Certosa di Parma di Stendhal, regia di Luca De Fusco (2001) Teatro Stabile del'Aquila
- Giulio Cesare di William Shakespeare, regia di Walter Pagliaro (2002) Teatro Stabile di Roma
- Il fu Mattia Pascal di Luigi Pirandello, regia di Piero Maccarinelli (2003/2004) Teatro Stabile di Catania
- Professor Bernhardi di Arthur Schnitzler, regia di Luca Ronconi (2005) Piccolo Teatro di Milano
- Il povero Piero di Achille Campanile, regia di Pietro Carriglio (2005/2006) Teatro Stabile di Palermo
- La scuola delle mogli di Molière, regia di Giuseppe Pambieri (2006)
- Assassinio nella cattedrale di Thomas Stearns Eliot, regia di Pietro Carriglio (2006/2007 Teatro Stabile di Palermo)
- Un banale incidente di Roberto Lerici, regia di Massimo De Rossi (2008)
- Appunti di viaggio di Ennio Flaiano, regia di Massimo De Rossi (2010)
- Welcome to Paradise di Karl Weigel, regia di Massimo De Rossi (2012/2013) Youkali Teatro Roma
- Mobidic di Karl Weigel, regia di Massimo De Rossi (2018/2019) Youkali Roma
- Melampo di Ennio Flaiano, regia di Massimo De Rossi (2019/2020) Teatro Vittoria Roma
- Momino Caro, da Luigi Pirandello. Regia Massimo De Rossi (2023) Youkali Teatro/ Festival INdivenire